# 榆树台镇
榆树台镇，是中华人民共和国吉林省四平市梨树县下辖的一个乡镇级行政单位。

## 行政区划
榆树台镇下辖以下地区：
光明社区、银河社区、路明村、新合村、三合村、团结村、六合村、新兴村、徐家油坊村、东胜村、房身村、闫家村、厢房李村、新江村、双龙村、董家窝堡村、袁家岭村、周家油坊村、兴发堡村、大榆树村、张家街村、张家油坊村和潘家村。

## 历史
清朝顺治年间形成的集镇，当时叫做常兴店。
清朝宣统年间，改名为榆树台。
1949年，设为为第六区。
1956年，升级榆树台为镇。
1958年，榆树台改公社。
1961年，榆树台公社改为团结公社。
1983年，改回榆树台镇和团结乡。